# Southern Fried
Southern Fried — студійний альбом американського блюзового музиканта Джона Геммонда, випущений лейблом Water Music Records у 1969 році. До запису був запрошений гітарист Двейн Оллмен.

## Опис
Альбом Southern Fried суттєво відрізняється від попередніх робіт Геммонда і складається виключно із кавер-версій блюзових та ритм-енд-блюзових пісень. Зокрема до альбому увійшли версії пісень Гауліна Вульфа, Віллі Діксона і Чака Беррі.
До запису був запрошений гітарист Двейн Оллмен.

## Список композицій
1. «Shake For Me» (Віллі Діксон) — 2:43
2. «Cryin' for My Baby» (Гарольд Беррейдж) — 2:41
3. «I'm Tore Down» (Сонні Томпсон) — 2:55
4. «Don't Go No Further» (Віллі Діксон) — 2:44
5. «I'm Leavin' You» (Честер Бернетт) — 3:21
6. «It's Too Late» (Чак Вілліс) — 3:07
7. «Nadine» (Чак Беррі) — 3:45
8. «Mystery Train» (Герман Паркер мл., Сем К. Філіп) — 3:00
9. «My Time After Awhile» (Рональд Дін Беджер, Роберт Л. Геддінс) — 4:04
10. «I Can't Be Satisfied» (Мак-Кінлі Морганфілд) — 3:17
11. «You'll Be Mine» (Віллі Діксон) — 2:42
12. «Riding in the Moonlight» (Честер Бернетт) — 2:30

## Учасники запису
- Джон Геммонд — вокал, гітара, губна гармоніка
- Марлін Грін — бас-гітара (2, 11)
- Двейн Оллмен — соло-гітара (1, 2, 5, 8)
- Баррі Беккетт — клавішні
- Роджер Гокінс — ударні
- Едді Гінтон — гітара
- Девід Гуд — бас-гітара
- Джиммі Джонсон — ритм-гітара (7, 8)
- Джеймс Мітчелл — баритон саксофон (6, 8, 10, 12)
- Джо Арнольд — тенор саксофон (6, 8, 10, 12)
- Льюїс Коллінс — тенор саксофон (6, 8, 10, 12)
- Ед Логан — баритон і тенор саксофон (6, 8, 10, 12)
- Джин Міллер — труба (6, 8, 10, 12)

Технічний персонал
- Марлін Грін — продюсер
- Джон Геммонд — продюсер
- Джордж Пірос — мастеринг
- Джим Каммінс, Джоел Бродскі — фотографія обкладинки

## Видання
| Країна | Дата | Лейбл       | Формат | Каталог |
| ------ | ---- | ----------- | ------ | ------- |
| США    | 1969 | Water Music | LP     | 106     |
| США    | 1970 | Atlantic    | LP     | SD 8251 |